# Akvadukt v České Kamenici
Akvadukt přes řeku Kamenici v říčním km 24,684 je pozůstatek vodního náhonu v katastrálním území Horní Kamenice obce Česká Kamenice v okrese Děčín. V roce 2021 byl Ministerstvem kultury České republiky prohlášen za kulturní památku ČR.

## Historie
V České Kamenici vybudoval Christian Kreibich továrnu na recyklaci vlněných hadrů, z nichž vyráběl nový vlněný vlas. K pohonu vodního kola o průměru devět metrů využíval vodní náhon s akvaduktem vybudovaný v roce 1872. V roce 1912 bylo vodní dílo modernizováno novým vlastníkem továrny Meinľs Erben a na místo vodního kola byla firmou L. Bill & Co. instalována vodní turbína o průměru 9,4 m, která vyráběla elektrický proud. Na opravu akvaduktu v roce 2021 vyčlenilo město 300 000 Kč.
Akvadukt byl v roce 2021 na návrh České Kamenice prohlášen za kulturní památku.

## Popis
Vodní náhon byl vybudován ve východní části obce, jižně od ulice Fučíková (silnice 26322). Náhon začínal asi 200 m od akvaduktu proti proudu Kamenice na kamenném jezu na jihovýchod od železniční dráhy. Železniční těleso procházel propustkem o výšce 1,05 m a šířce dva metry. Vodní náhon představovalo dřevěné koryto (žlab), které bylo umístěno na betonových kvádrech.
Akvadukt je kamenný most s jedním půlkruhovým obloukem přes řeku Kamenici. Nároží oblouku je vyzděno pískovcovými kvádry. Z obou stran mostu přiléhají široké opěráky, které kryjí kamenné desky. Most i opěráky jsou vyzděné z lomového kamene.  Po stranách mostovky je nízká kamenná zídka. Na mostovce jsou napříč uloženy betonové kvádry, na nichž byl uložen dřevěný žlab.
Popis vodního náhonu se zachoval ve vodní knize z roku 1886 a z roku 1913